# 四国しんきんカード
株式会社四国しんきんカード（四国しんきんカード、SHIKOKU　SHINKIN BANK CARD Co.,Ltd.）は、四国地区の10信用金庫の出資会社で、香川県高松市に本拠を置くクレジットカード会社である。

## 概要
1982年10月8日に四国地区（香川・愛媛・徳島・高知）の信用金庫を母体としてVISAカードを発行する信用金庫系のクレジットカード会社として設立される。四国VISAカードの名称で営業を行う。
VJA加盟企業である。

## 沿革
- 1982年 - 株式会社四国しんきんクレジットサービス設立。VJAに加盟し、四国地区を事業エリアとしてVISAブランドの取扱開始。
- 2003年 - しんきんカードのシンボルマーク制定。

## クレジットカード

### 四国VISAカード

#### 個人カード
- 四国ISAゴールドカード
- 四国VISAカード
- ロードサービスVISAゴールドカード - ロードサービスが付帯。
- ロードサービスVISAカード - ロードサービスが付帯。

各企業との提携により、以下の提携クレジットカードを発行する。
- あなぶきホテルズVISAカード - 穴吹エンタープライズとの提携。
- デュークVISAカード - デュークとの提携。

#### 法人カード
- 四国VISA法人ゴールドカード
- 四国VISA法人カード

#### 追加カード
- ETCカード
- iD
- WAON

### WEBサービス
四国しんきんVISAカードでは、VJAが提供をするVpassに対応する。このサービスではWEB明細に対応している。

## 加盟する信用情報機関
割賦販売法および貸金業法に基づきクレジットカードなどの信用審査を行う為に以下の信用情報機関に加盟する。
- 株式会社シー・アイ・シー(CIC)